# Pityusa Patera
Pityusa Patera est un volcan de la planète Mars situé par 66,8° S et 36,9° E dans le quadrangle de Mare Australe, au sud-ouest du bassin d'impact d'Hellas Planitia, dans une zone souvent appelée Circum-Hellas Volcanic Province en anglais. Cet édifice volcanique aux reliefs peu marqués possède une caldeira d'environ 230 km de diamètre et un point culminant à un peu plus de 2 000 m au-dessus du niveau de référence martien.

## Géographie et géologie
Pityusa Patera est situé à l'ouest de Malea Planum, région typique des plaines de lave les plus anciennes de Mars. Il se trouve à l'ouest de Malea Patera, et est marqué par l'escarpement de Pityusa Rupes à l'ouest. Aucune datation précise de Pityusa Patera n'a pu être menée, mais l'ensemble de la région daterait de 3,8 à 3,6 Ga, avec un âge croissant d'est en ouest, de sorte que Pityusa aurait peut-être cessé d'être actif avant même l'Hespérien, il y a 3,7 milliards d'années selon l'échelle de Hartmann & Neukum. Cette grande ancienneté expliquerait que l'édifice ait des reliefs si peu tranchés.